# Primank
Primank ist ein Ortsteil der Gemeinde Spornitz im Landkreis Ludwigslust-Parchim in Mecklenburg-Vorpommern.

## Geografie und Verkehr
Primank lag und liegt wieder in der Gemarkung Steinbeck-Primank Flur 1 und 4.
Das Straßendorf liegt etwa zehn Kilometer südwestlich von Parchim. Die Bundesstraße 191 verläuft etwa einen Kilometer westlich. Die Landeshauptstadt Schwerin ist mit der Bundesautobahn 24 (A24) in 35 Kilometern zu erreichen. Die Autobahn 24 führt in etwa einen Kilometer Entfernung am Dorf vorbei. Der Ort ist etwa 1,5 Kilometer lang und hat eine durchgehende Straße, die Primanker Dorfstraße. Sie geht am Waldrand in einen Waldweg über und endet bei der Kreuzung Kiekindemark/Stolpe. Durch Primank verläuft eine Busverbindung, die von der Verkehrsgesellschaft Ludwigslust-Parchim (VLP) angefahren wird. Der nächste Bahnhof befindet sich in Spornitz.
Nördlich des Dorfrandes befinden sich mehrere Teiche, die Primanker Teiche mit einer Gesamtfläche von etwa 20 Hektar. Gespeist werden diese von mehreren namenlosen Landgräben, die aus dem einen Kilometer östlich gelegenen Sumpfgebiet heraus entwässern. Diese besitzen keinen Vorfluter und ihr Wasser verdunstet oder versickert in der Umgegend von Primank wieder.

## Geschichte
Primank wurde im Jahr 1273 erstmals urkundlich erwähnt. Der Ortsname Primank könnte aus dem slawischen Wort manka (Mehl bzw. Mühle, aber auch Qual) oder eventuell aus dem lateinischen prima (Erstes, Gutes, Bestes) und mancus (unvollständig, fehlend) entstanden sein. Historisch belegt ist der Name Primank in den Flurnamen Steinbecker Busch, Primarcker Höfe, Dorfstelle, Primarck, Brandstelle und auf dem Primanken. Letzteres spricht dafür, dass dort auf dem Ackerland, südlich hinter Spornitz auf dem Sprensberg, eine Mühle stand. Hier ist eine Siedlungsstelle durch Ausgrabungen nachgewiesen. Die Gemarkung Primank ist untergangen und in die Gemarkung Steinbeck bzw. auch in der Landesforst eingegangen.
Einige Bemerkungen zu den Flurnamen:
Die Dorfstelle an den „Primanker Teichen“ bezeichnet die Lage des alten Primank. Sie ist überforstet. Auch der „Windmühlenberg“ nordwestlich davon liegt heute im Wald. Der Waldweg, der an dieser Dorfstelle Richtung Kiekindemark verläuft, existierte im 14. Jahrhundert nicht. Der damalige Fernweg von Parchim nach Neustadt verließ bei Kiekindemark das Stadtgebiet, verlief zwischen den Quellen des „Glasborns“ und des „Roten Baches“ und führte durch Primank, an der Steinburg vorbei nach Blievenstorf. Die Primarcker Höfe südöstlich der alten Primanker Dorfstelle kennzeichnen den ehemaligen Primanker Acker, heute ebenfalls aufgeforstet (Höfe von Hufen, also Bauernacker). An der „Brautsteigschneise“ liegt ein Waldstück Primarck. Diesen Buchen- und Eichenwald gab es schon im 14. Jahrhundert. Er lag noch auf der Primanker Feldmark, war nach dem Dorf Primank benannt und diente zur Schweinemast. Ab Höhe Godems-Spornitzer Weg ist der „Alte Stadtweg“, der vorhin aufgeführte Fernweg Neustadt-Parchim, noch erhalten. An den „Wöstwischen“ am „Wöstwischendiek“ liegt die Wüstung Primank. Hier wurden bereits Scherben des 12.–14. Jahrhunderts gefunden.
Es ist anzunehmen, dass Primank vor Steinbeck entstanden ist, da Primank einen slawischen Namen trägt und Steinbeck einen deutschen Namen, aber in der historischen Vergangenheit immer als Steinbeck-Primank mit Doppelname aufgeführt wurde.

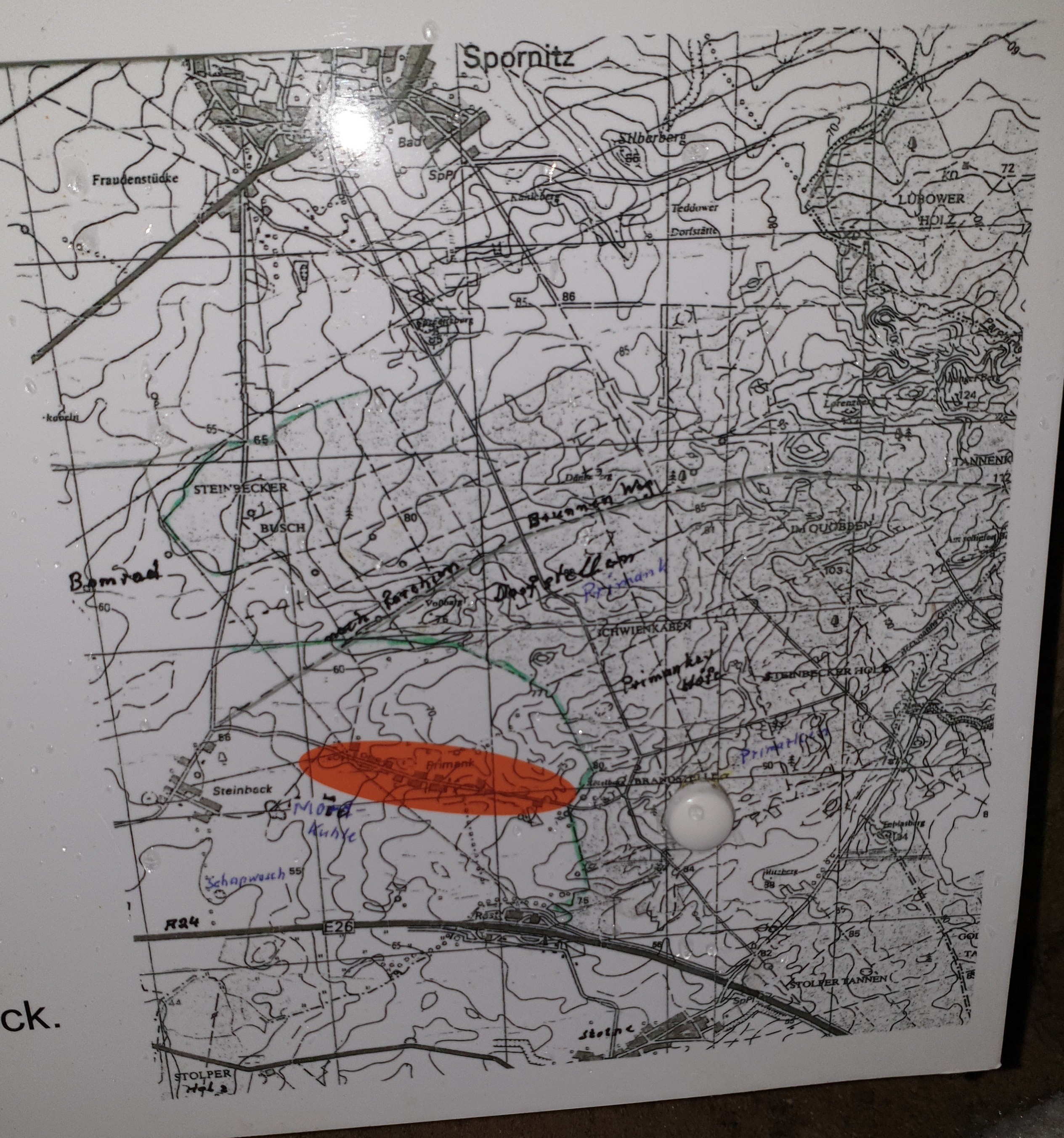
Die orange Markierung zeigt die heutige Lage. Die grüne Linie ist der Umriss des Waldstückes, wo Primank damals lag mit der schriftlichen Namenserwähnung.

Primank lag an der Landstraße von Parchim über Kiekindemark – Neustadt-Glewe, heute am Brunnenweg, es hatte eine Windmühle, sowie eine Wassermühle. Ab dem 10. Jahrhundert wanderten deutsche Siedler aus den Ländern westlich der Elbe und Schleswig-Holstein nach östlich der Elbe in die slawischen Gebiete ein. Der Betrieb der Mühlen ergab sich durch die geografische Lage an der Endmoräne der letzten Eiszeit am Sonnenberg 106 m über NN. Eine Hügelkette setzt sich fort mit dem Mühlenberg 116 über NN bei Kiekindemark, Langer Berg 125 m über NN, Lorenzberg 113 m über NN, am schiefen Berg 119 m in der Forst Spornitz, Silberberg 86 m bei Spornitz und den Windmühlenberg mit 82 m über NN im Steinbecker Busch. Ein Feuchtgebiet von 200 ha vom Schiefen Berg bis Primanker Teiche und die Senke an der Jagdhütte mit der Quelle hatte so viel Wasser, um die Primanker Wassermühle den Betrieb mit Wasserkraft abzusichern.
Im Mittelalter kamen immer mehr Siedler ins Land. Die deutschstämmigen Brandenburger grenzten sich gegen den slawischen Einfluss ab. An der Steinbeeke entstand die Steinburg, bei Godems die Rote Burg, in Marnitz war ebenfalls eine Adelsburg. Von diesen Burgen gingen Raubzüge aus, die plündernd, mordend und brandschanzt die Dörfer und Siedlungen der Slawen verwüsteten.
1407 erfolgte dann eine Erwähnung von Primank als Wüstung durch Plünderei gebrandschatzt und total abgebrannt an der alten Lage.
Die überlebenden Primanker und Steinbecker bauten gemeinsam ein neues Dorf, welches seinen Standort in unmittelbarer Nähe der Steinburg hatte. 1407 wird von einem Primanker Müller gesprochen, der aber in Steinbeck wohnte, jedoch Primanker Acker bearbeitete. Eine Reihe von Steinbecker Bauern hatten Primanker Acker unter dem Pflug, wahrscheinlich handelte es sich hier stets um ehemalige Primanker. Vor der Wüstung waren Primank und Steinbeck relativ große Dörfer. Primank hatte 25 Bauernhöfe und die o. g. Mühlen.
Im Dreißigjährigen Krieg ging Primank diesmal als Teil des Kirchdorfes Steinbeck unter und fast alle Einwohner starben an der Pest oder wurden getötet. Die letzten vier Bauern siedelten aus; einer nach Dütschow und drei nach Stolpe (danach erneute Wüstung).
1855 begann auf Weisung des Großherzogs von Mecklenburg-Schwerin die Wiederaufsiedlung von Primank mit zwei Bauernhöfen südöstlich von der alten Dorflage. In diesem Jahr waren Steinbeck als Staatsdomäne und Primank als Dorf eine Gemeinde. Die Bürgermeister waren immer Einwohner aus Primank.
Ab 1860 wurden sieben Büdnereien, nördlich der Dorfstraße und zehn Häuslereien südlich der Dorfstraße errichtet, um das Auswandern der Bevölkerung nach Amerika zu verhindern. Zusätzlich gab es eine Gastwirtschaft mit Saal, einen Kaufmannsladen, einen Schneider, einen Schuster und eine Mühle.
Primank hat zu der Zeit vom Gutsherren gelebt. Er hat Primank selbst aufbauen lassen. Zu seiner Lebenszeit gab es eine sehr gute Lebensqualität. Sein damaliges Gutshaus ist heute noch als Wüstung beim letzten übrig gebliebenen Schafstall zu sehen. Es war so groß wie das Steinbecker Gutshaus und komplett unterkellert. Später wurde das Gutshaus enteignet. Auch der Brunnen, der sich hinter dem Schafstall befand, wurde zugeschüttet.
1756 wurde die Schulpflicht in Mecklenburg eingeführt. Die Schule war in Steinbeck bis 1932 in der Dorfstraße 2. Danach war die Schule im Steinbecker Gutshaus. Ab 1952 mussten die Kinder zur Schule nach Spornitz. Dort gab es viele Wandertage. Zu den Zielen gehörten der Pingelhof, die Lewitz, die Ortsteile Dütschow, Steinbeck und Primank. Das Waldschlößchen und das Grillen am Primanker Karpfenteich sowie die jährliche Fahrt der 4. Klasse zum Hansapark.
Im Ersten Weltkrieg sind sieben Söhne der Gemeinde gefallen. Ein denkmalgeschütztes Kriegerdenkmal von 1914/18 steht in der Mitte des Dorfes.
Im November 1925 wurde die Zugehörigkeit zum Domanialamt Neustadt aufgehoben. Primank unterstand fortan dem Amt Parchim.
Im Jahre 1926 ereignete sich eine tragische Liebesgeschichte. Die Tochter, Ilse Hansen, des Gutsverwalters des Nachbardorfes Steinbeck verliebte sich in einem auf dem Gut arbeitenden Pferdekutscher. Zur damaligen Zeit war es den Eltern sehr ungelegen, da es so etwas nicht geben konnte, in dem Stand einen einfachen Arbeiter zu heiraten. Die beiden Liebenden verabredeten sich in einer alten Kuhle, um sich gemeinsam mit dem Jagdgewehr des Verwalters das Leben zu nehmen. Die Ilse wartete vergeblich auf ihren Freund und erschoss sich. Ihr Geliebter war wohl zu feige aus dem Leben zu gehen. Die Stelle, an der sie starb, ist die sogenannte Mordkuhle, unweit des Gutes. Nach dem Tod seiner Tochter ist der Gutsbesitzer weggezogen. Ihr Grab ist noch auf dem Friedhof vorhanden und wird gepflegt. In der ehemaligen Mergelkuhle ließen ihre Eltern aus einem alten Findling einen Gedenkstein meißeln, welcher mit einem Pfad zu erreichen ist. Bis heute bleibt dieses Familiendrama den Einwohnern von Primank und Steinbeck in Erinnerung.

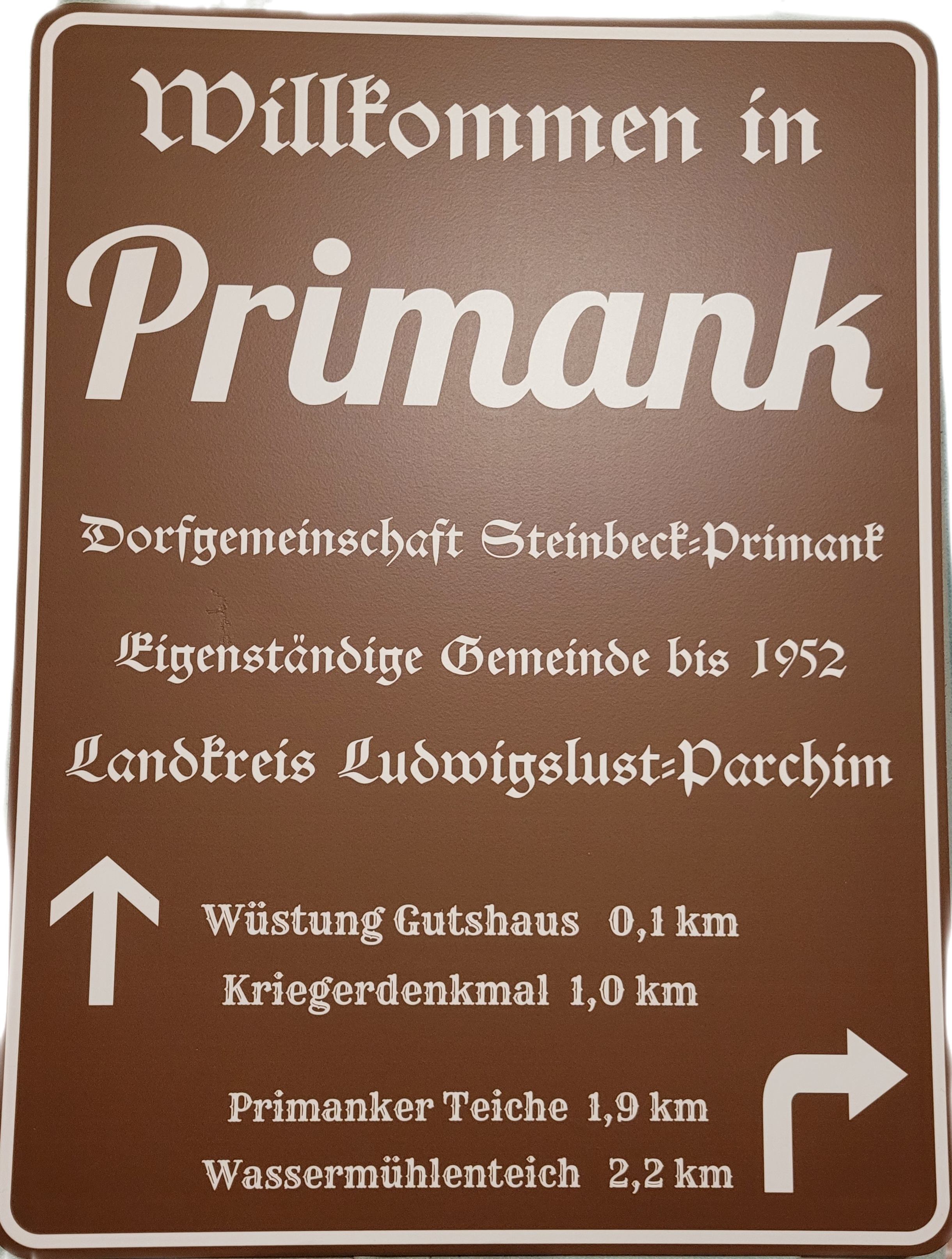
Das Willkommensschild von Primank, welches sich durch die Mischung aus dem Altdeutschen und dem modernen Schriftstilen hervor hebt.

Im Zweiten Weltkrieg waren sieben Opfer zu beklagen. Es wurden viele Häuser zerstört und danach nicht wieder aufgebaut. Auf den hinteren Wiesen und in dem angrenzenden nördlichen Waldstück findet man noch Reste der wüst gefallenen Primarcker Höfe. Auch eine zum Teil zerstörte Scheune steht am Ende des Dorfes.
1944 gab es eine Heldengedenkfeier für die gefallenen Soldaten im Krieg. Kurz nach Kriegsende brannte durch die Einwirkung der russischen Besatzungsmacht der ehemalige Kornspeicher mit dem dazugehörigen Wohnhaus in Steinbeck ab. Auch in Primank wurden einige Wohnhäuser durch die Russen beschädigt. 1952 wurde die Gemeinde Steinbeck-Primank an das Stromnetz angeschlossen. Im selben Jahr wurde Steinbeck-Primank nach Spornitz eingemeindet.
Am 30. Januar 1953 erfolgte die Gründung der Landwirtschaftlichen Produktionsgenossenschaft (LPG) vom Typ I in Primank, mit dem Namen „Neue Zeit“. Am 18. Oktober 1960 war die Gründung der Primanker LPG „Hügelland“. Am 8. August 1961 erfolgte der Zusammenschluss mit der LPG Steinbeck. 1968 schloss sich Primank als Genossenschaft an die LPG „Freiheit“ Spornitz an.
Seit 1956 gehört Primank zur Kirchgemeinde Spornitz.
1957 brannte ein Gehöft in Primank, welches rechtzeitig gelöscht werden konnte. Von 1964 bis 1969 bestand eine Freiwillige Feuerwehr Primank.
1970 erhielt das Dorf eine asphaltierte Straßenanbindung bis ans letzte Gehöft.
1990 bewirtschaftete ein Wiedereinrichter neben der Agrar-Produkte e.G. den Acker.
1992 wurde die zentrale Wasserversorgung von Karrenzin gebaut. Davor hatte jeder Haushalt einen eigenen Wasserbrunnen.
Im Jahr 1998 beging Primank die 725-Jahr-Feier. 10 Jahre später, im Jahr 2008, wurde die 735-Jahr-Feier gefeiert und im Juni 2023 fand das 750-jährige Jubiläum statt.

### Einwohnerzahlen
1930 hatte Primank 96 Einwohner.
1933 hatte die Gemeinde Steinbeck-Primank 230 Einwohner.
1946 bei der Volkszählung wohnten 505 Personen in der Gemeinde Steinbeck-Primank.
1953 hatte Primank 89 Einwohner.
2020 wohnten 27 Personen in Primank.
2023 leben in der Dorfgemeinschaft Steinbeck-Primank 58 Personen.

## Sehenswürdigkeiten
- Die Mordkuhle: Sie ist eine ehemalige Mergelkuhle und liegt mittig mit Gedenkstein und Hinweistafel etwa 400 m von Primank am Feldweg nach Steinbeck.

- Primanker Teiche: Diese befinden sich nördlich des Dorfrandes. Der Erste ist ausgetrocknet. Der letzte Teich befindet sich im Privatbesitz. Er hat zwei Stege mit einem Pavillon und Sitzmöglichkeiten.

- Wüstung des Primanker Gutshauses: Von ehemals mindestens drei Ställen des Gutes ist heute nur noch einer vorhanden. Die Gesamtfläche auf dem Das Gut stand beträgt über 15,5 ha.

- Das Kriegerdenkmal: Zum Gedenken an die gefallenen Soldaten des Ersten Weltkrieges aus Steinbeck und Primank wurde das Denkmal um 1920 errichtet. Dabei handelt es sich um einen gespaltenen Findling mit geglätteter Vorderseite auf einem gemauerten Feldsteinfundament. Auf die Vorderseite wurden die Namen und das Sterbedatum von sieben Gefallenen eingraviert.[13]

- Der ehemalige Wassermühlenteich von Steinbeck-Primank: Zur Orientierung auf der Karte des Deutschen Reiches im Gebiet Ludwigslust 1893 -> Der Brunnenweg, die ehemalige Landstraße Parchim/Neustadt-Glewe, läuft spitz aus dem Steinbecker Busch kommend auf die Steinbecker Dorfstraße zu. Rechts geht der Weg nach Spornitz, links der Weg nach Primank. In 200 m Entfernung von der Weggabelung Richtung Primank verlief bis Anfang der 1970er Jahre ein offener Graben aus dem Steinbecker Busch kommend. In der Ackersenke vor dem Steinbecker Busch sind auf der Karte von 1893 zwei Teiche zu erkennen. Der Wasserzufluss kommt von den Quellen aus der Spornitzer Forst, aus dem Steinbecker Busch, von den Hochbeeten und dem Pflaumenteich. In der Senke am Waldrand am ehemaligen Briefträgerweg nach Primank liegt der Wassermühlenteich. Erkennbar an den aufgeschütteten Damm und Überlauf in den verrohrten Graben. Durch die Meleorationsmaßahmen in den 1970er Jahren ist der Teich und der Graben ausgetrocknet.

- Die Ruine aus der Zeit des Torfstiches: Sie ist etwa 500 m östlich des Ortsausganges zu finden.

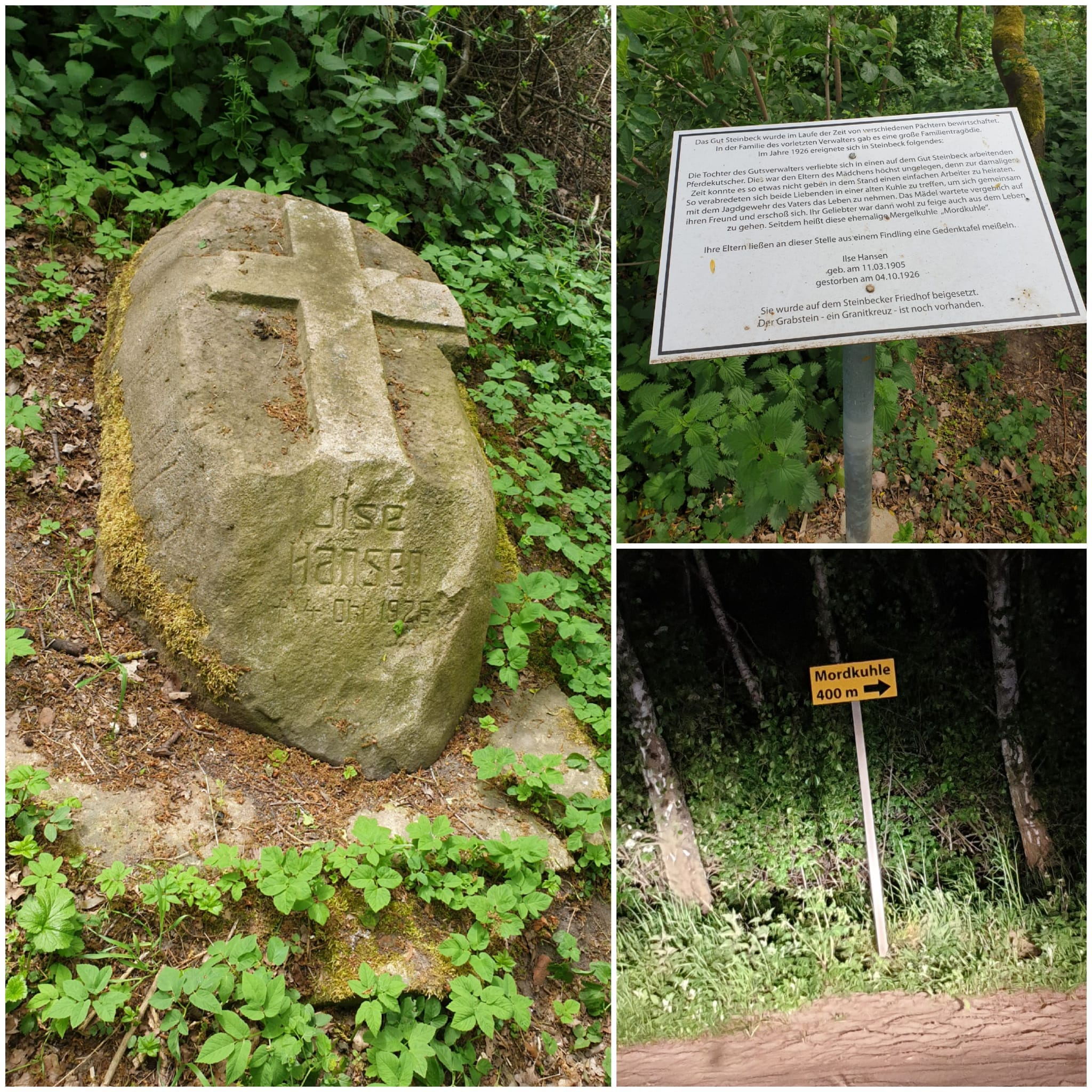
Mordkuhle
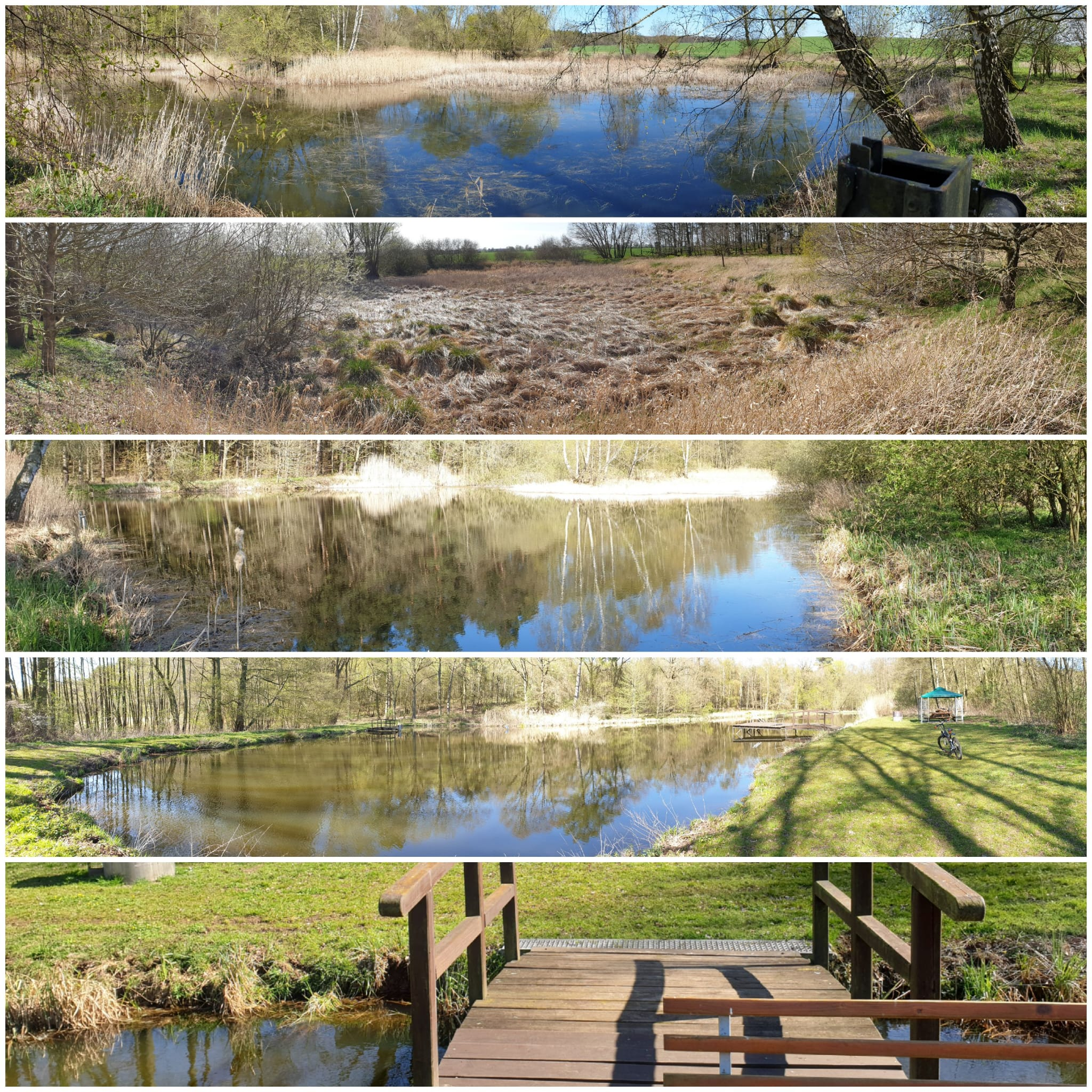
Primanker Teiche
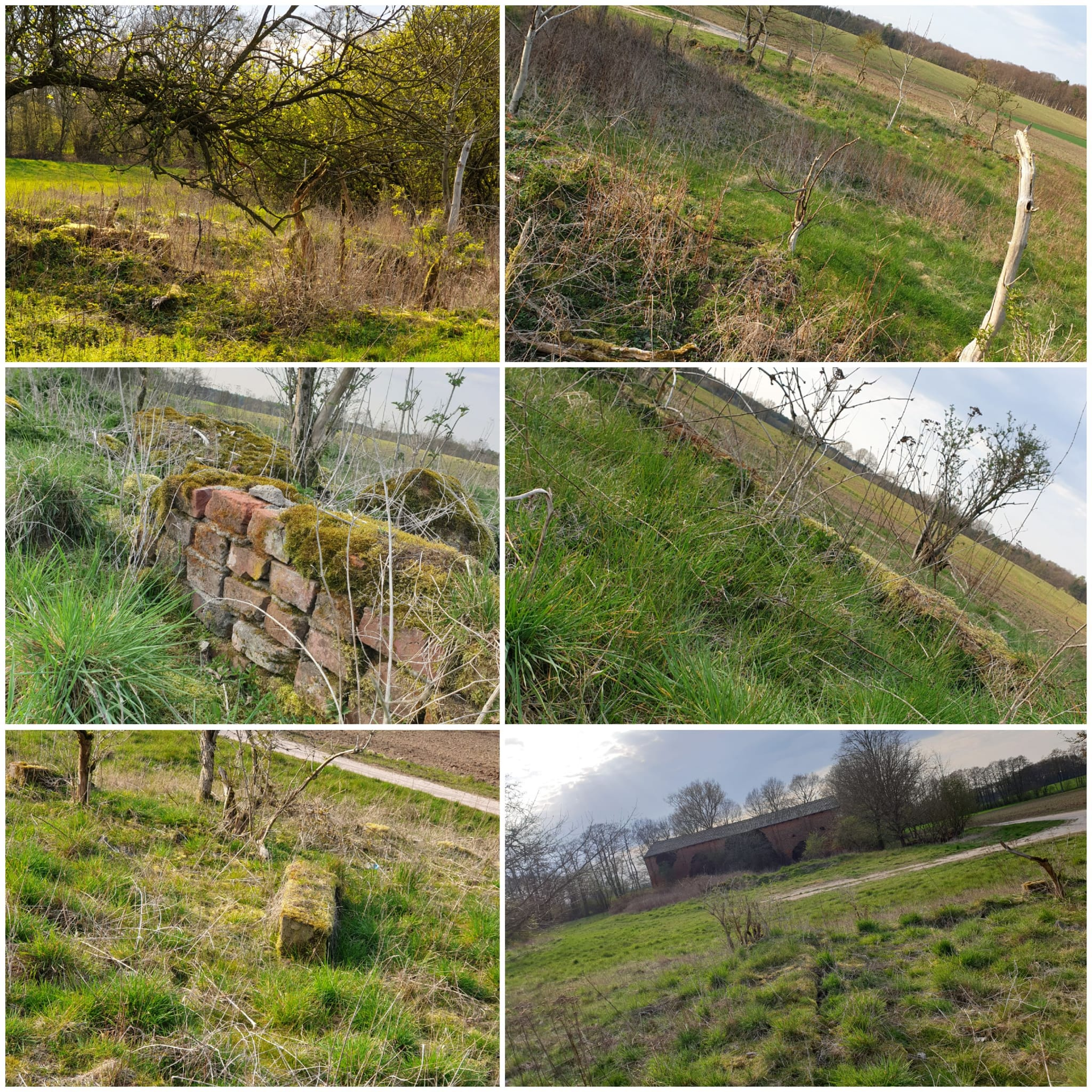
Ehemaliges Gutshaus
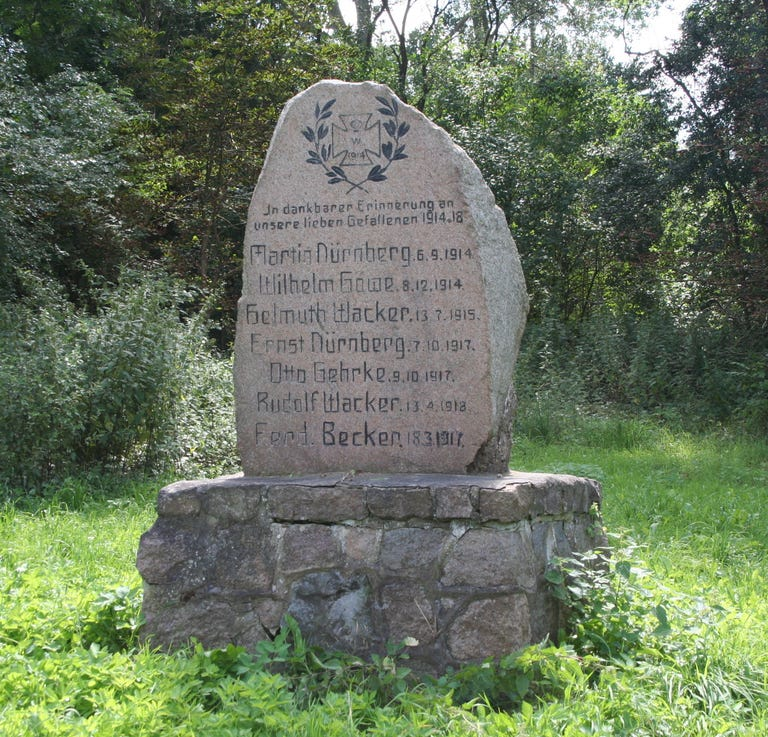
Kriegerdenkmal Erster Weltkrieg 1914–1918
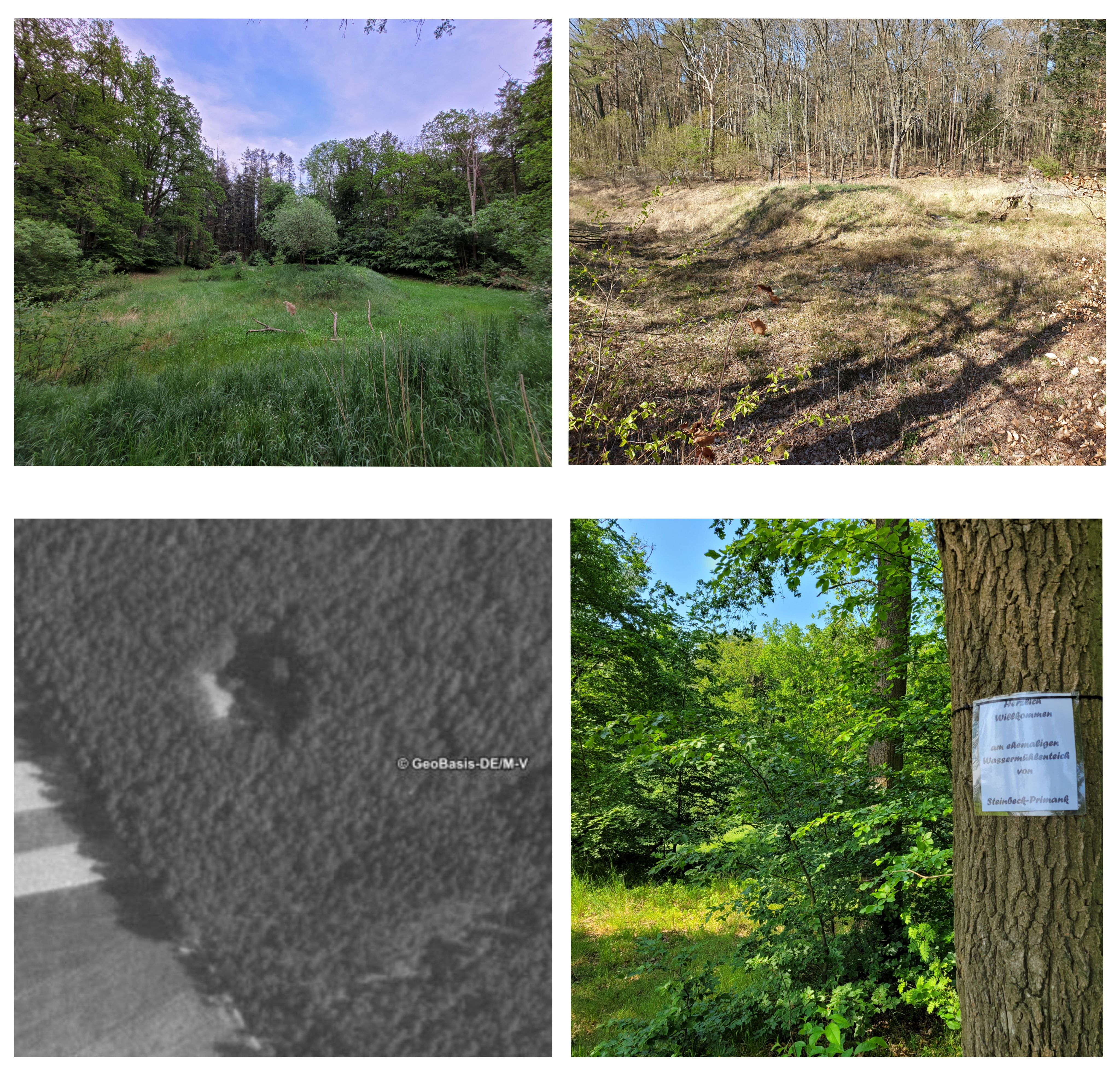
Der ehemalige Wassermühlenteich Steinbeck-Primank
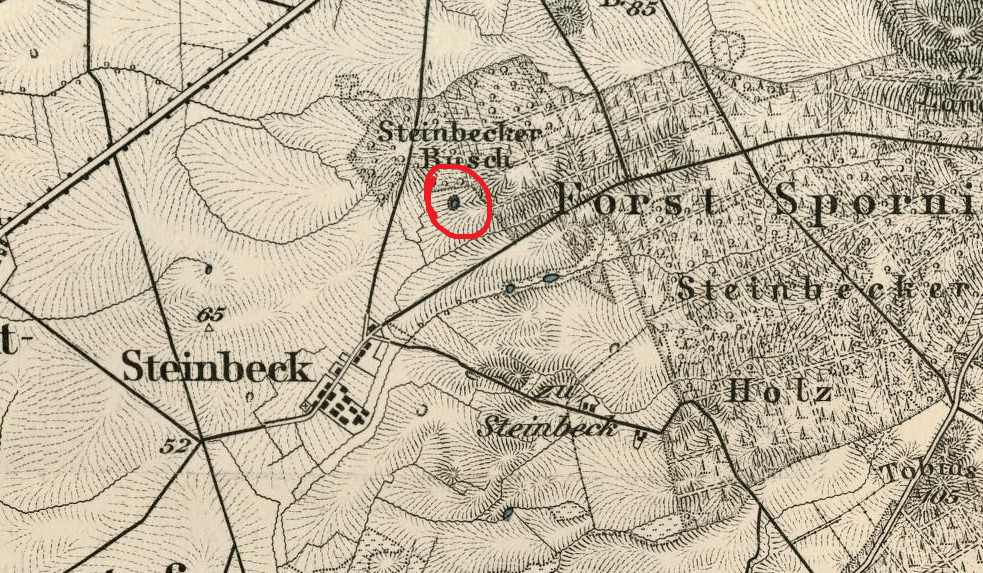
Auf der Karte von 1893 ist die Lage des ehemaligen Wassermühlenteiches Steinbeck-Primank zu erkennen.
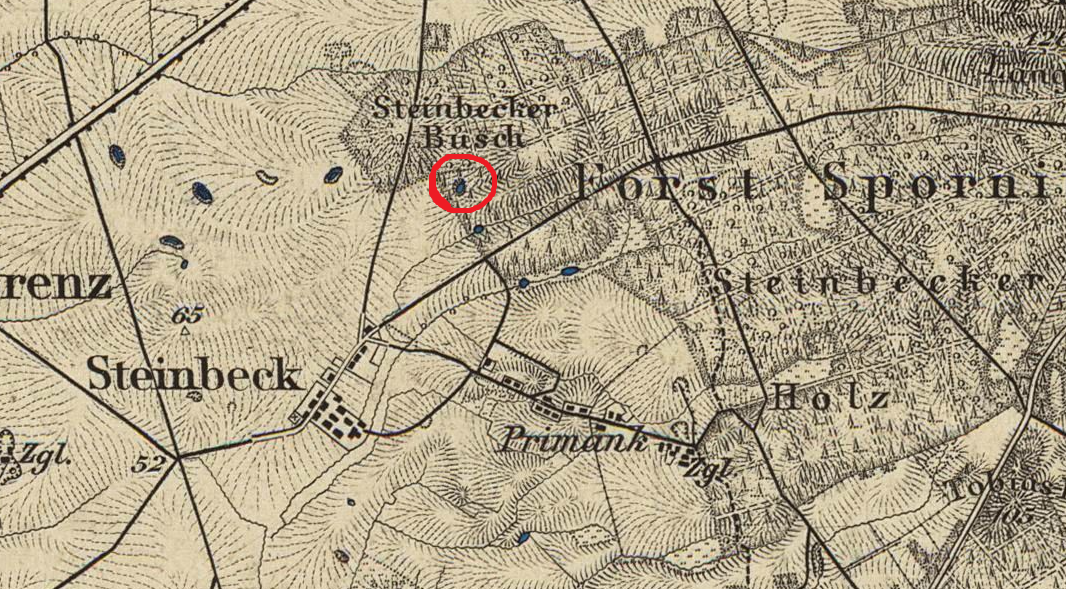
Auch 1908 erkennt man die Lage des ehemaligen Wassermühlenteiches Steinbeck-Primank sehr gut.